# Teenage Jesus and the Jerks
Teenage Jesus and the Jerks waren eine amerikanische No-Wave-Band aus New York. Sie bestand von 1976 bis 1979.

## Geschichte
Die Band wurde 1976 unter anderem von der damals sechzehnjährigen Lydia Lunch und James Chance sowie Reck und Bradley Field gegründet, Chance verließ die Gruppe jedoch sehr schnell und gründete die Contortions. Teenage Jesus blieb ein Trio, mit Lunch als Kopf. Reck verließ die Band 1978 und ging zurück nach Japan. Für ihn folgten später Jim Sclavunos bzw. Gordon Stevenson als Bassisten. 1978 waren sie eine der vier Bands, die von Brian Eno für den „No New York“-Sampler ausgewählt wurden, dem zentralen Dokument der No Wave. Neben den vier Stücken auf diesem veröffentlichte die Band nur zwei Singles und zwei kurze Maxi-Singles. 1979 löste Lunch die Band auf. 2008 kam es für Auftritte in London und New York zu einer Reunion, 2009 tourte die Band durch Europa.
Viele der Mitglieder blieben aktive Musiker, James Chance, der zuerst die Contortions gründete und Lydia Lunch begannen erfolgreiche Solokarrieren. Reck gründete in Japan die einflussreiche No-Wave-Band Friction, Jim Sclavunos spielte unter anderem, mit Lunch bei 8 Eyed Spy, bei den Cramps, Nick Cave & The Bad Seeds und The Vanity Set.

## Werk
Ihr gesamtes Werk umfasst (inklusive einiger 2008 erstmals veröffentlichter Stücke) nicht mehr als 15 verschiedene Stücke mit einer Gesamtlaufzeit von rund 20 Minuten, Liveauftritte dauerten selten länger als 10 Minuten. Lunch spielte Slide-Gitarre, ließ dabei jedoch alle Saiten offen, griff also keine Akkorde, ihr Gesang war in der Regel extrem lautes Schreien. Die Stücke waren vollständig rhythmisch, mit bis unter 30 Sekunden Länge auch oft extrem kurz.
Teenage Jesus and the Jerks waren eine der wichtigsten Bands der No Wave und beeinflussten insbesondere nachfolgende New Yorker Bands wie Sonic Youth.

## Diskografie
Originalveröffentlichungen:
- No New York (Sampler), 1979
- Baby Doll (7″) (1979)
- Orphans (7″) (1979)
- Pre Teenage Jesus And The Jerks (12″) (1979)
- Teenage Jesus And The Jerks (12″) (1979)

Werkausgabe:
- Shut Up And Bleed (CD) (2008)